# Dale Chihuly

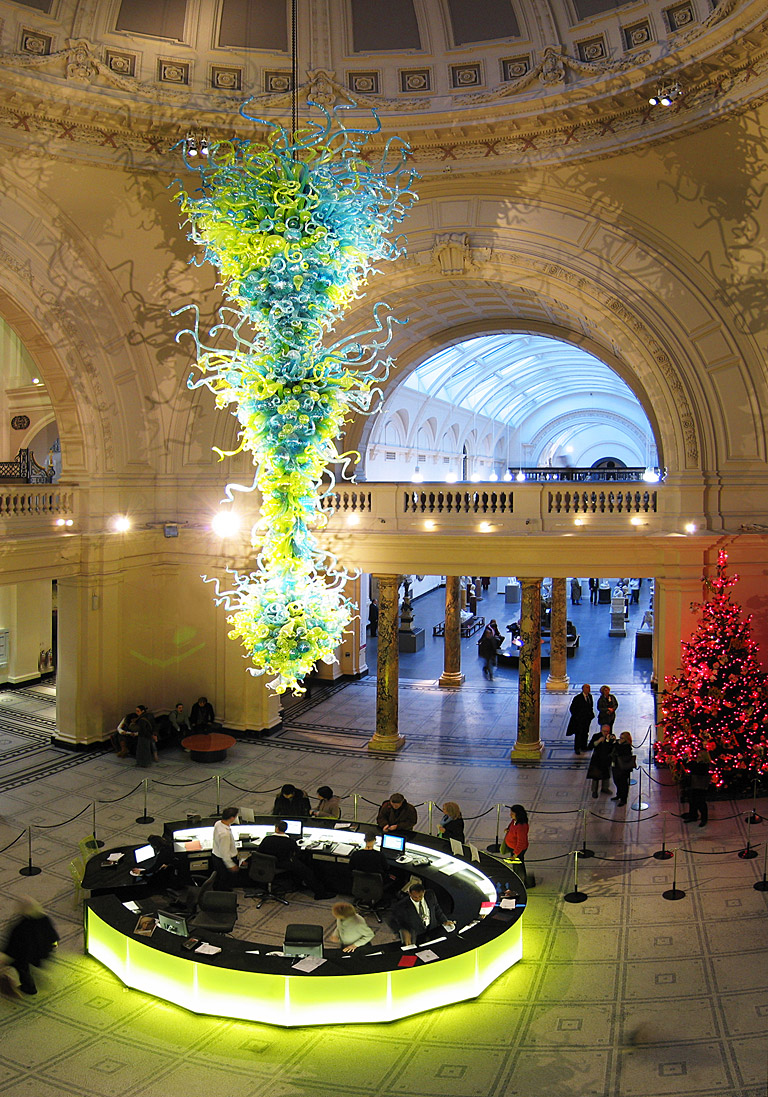
Wykonana na zlecenie instalacja 10-metrowego żyrandolu w holu Muzeum Wiktorii i Alberta

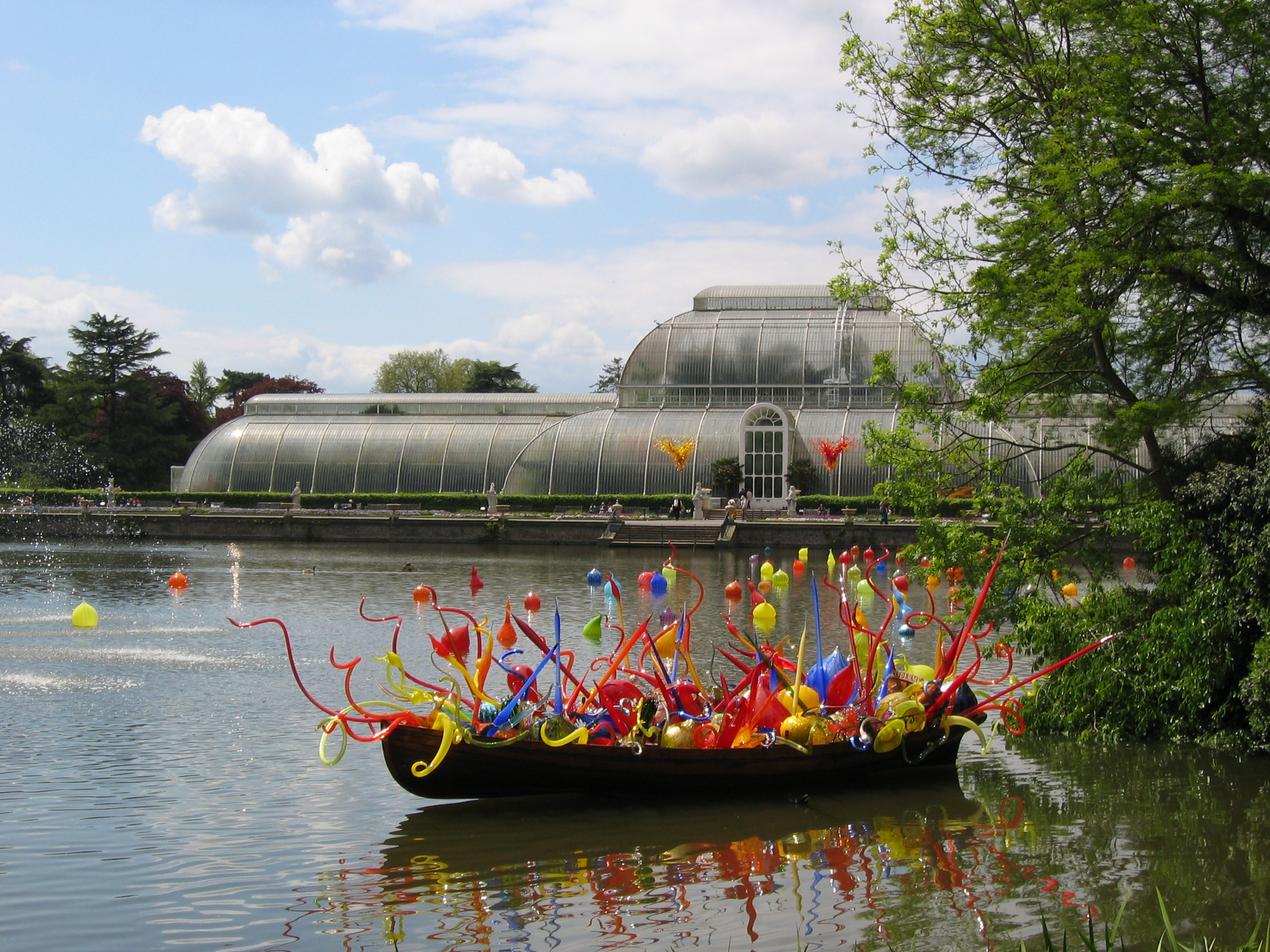
Pływająca instalacja Dale’a Chihuly’ego w Londynie, Kew Gardens (2005)

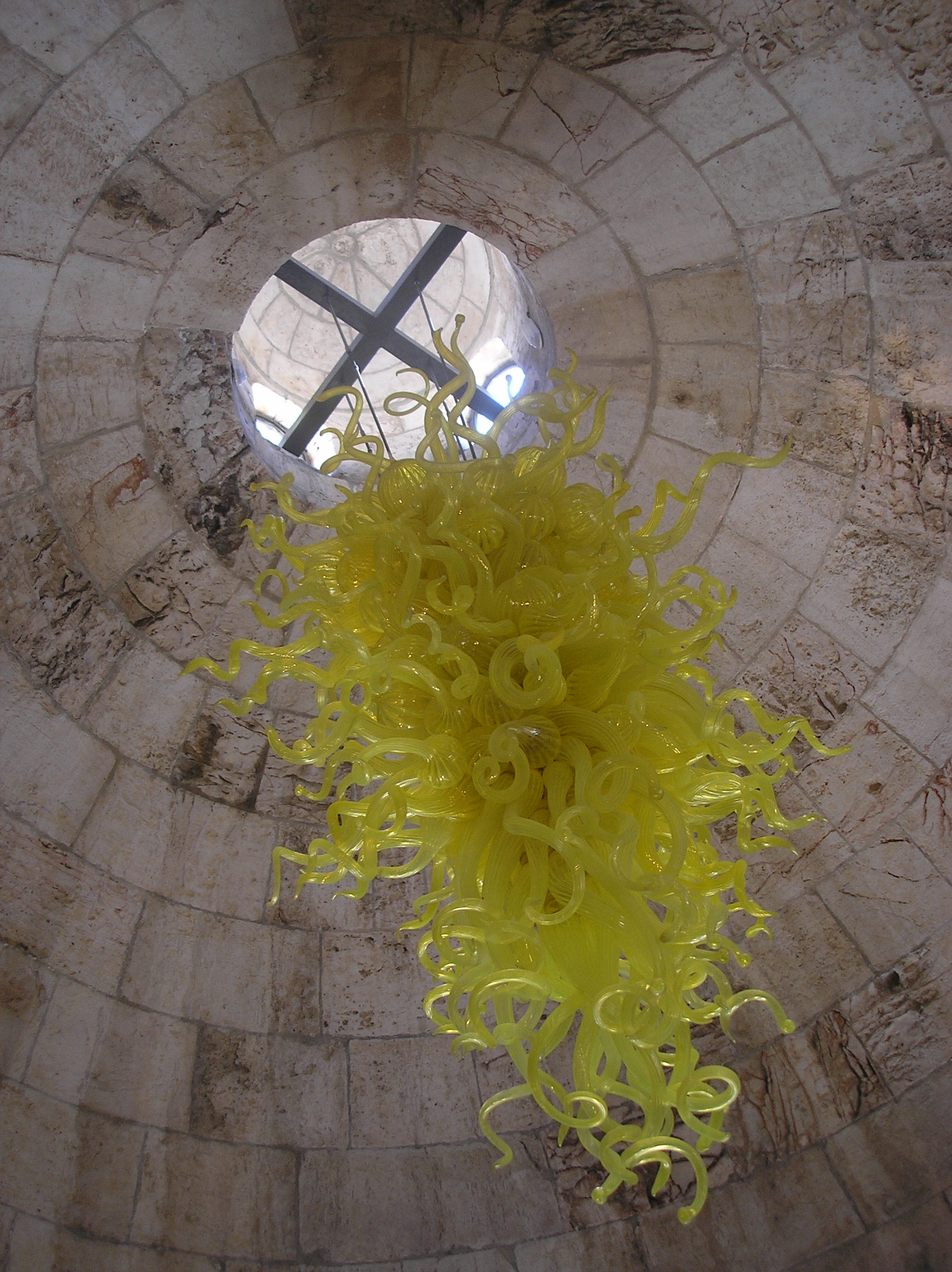
Złotawy żyrandol Chihuly’ego w świetle naturalnym, w cieniu, zawieszony w wieży w Cytadeli Dawida w Jerozolimie

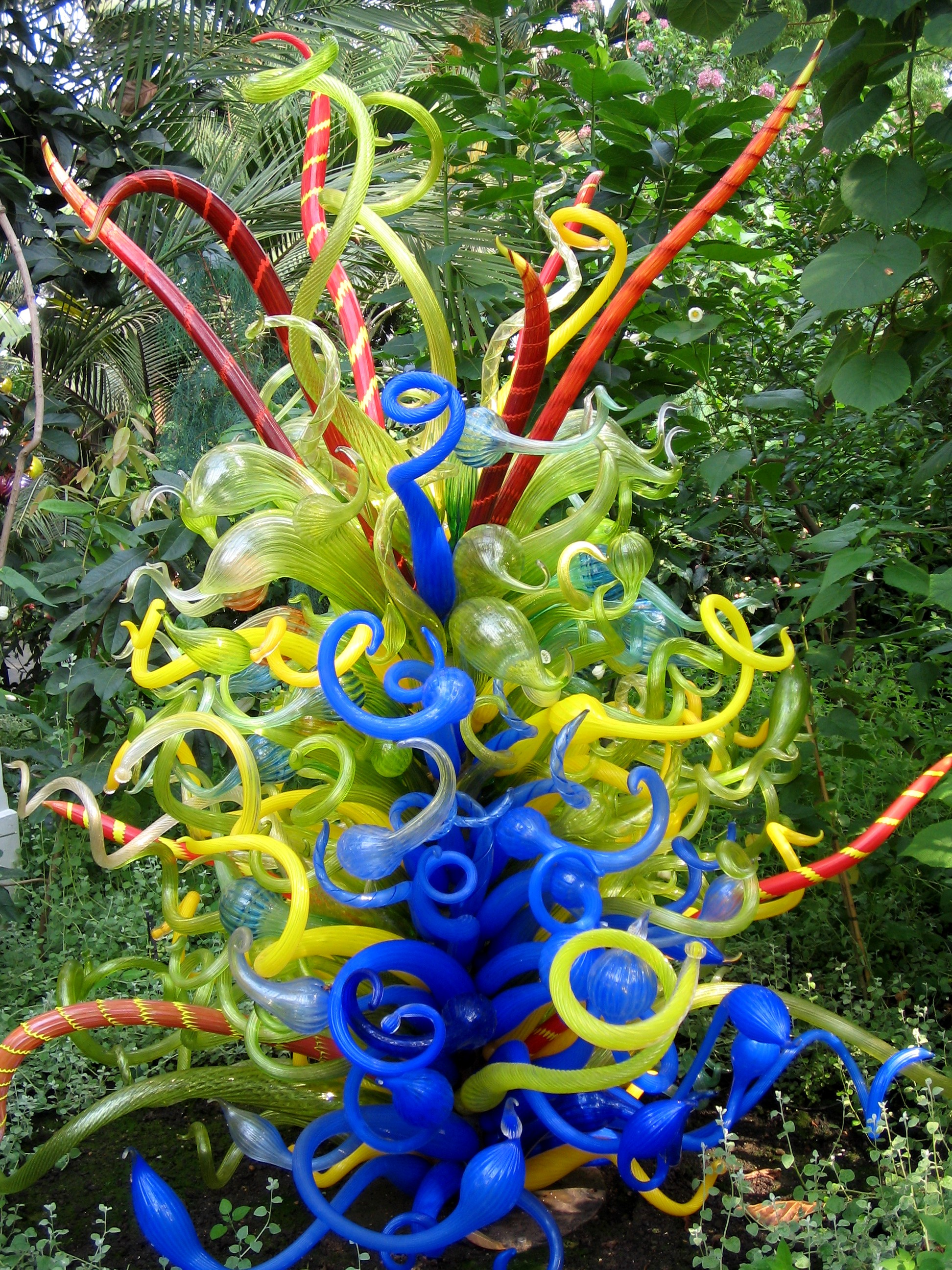
Szkło spiralne Chihuly’ego, Kew Gardens, Londyn

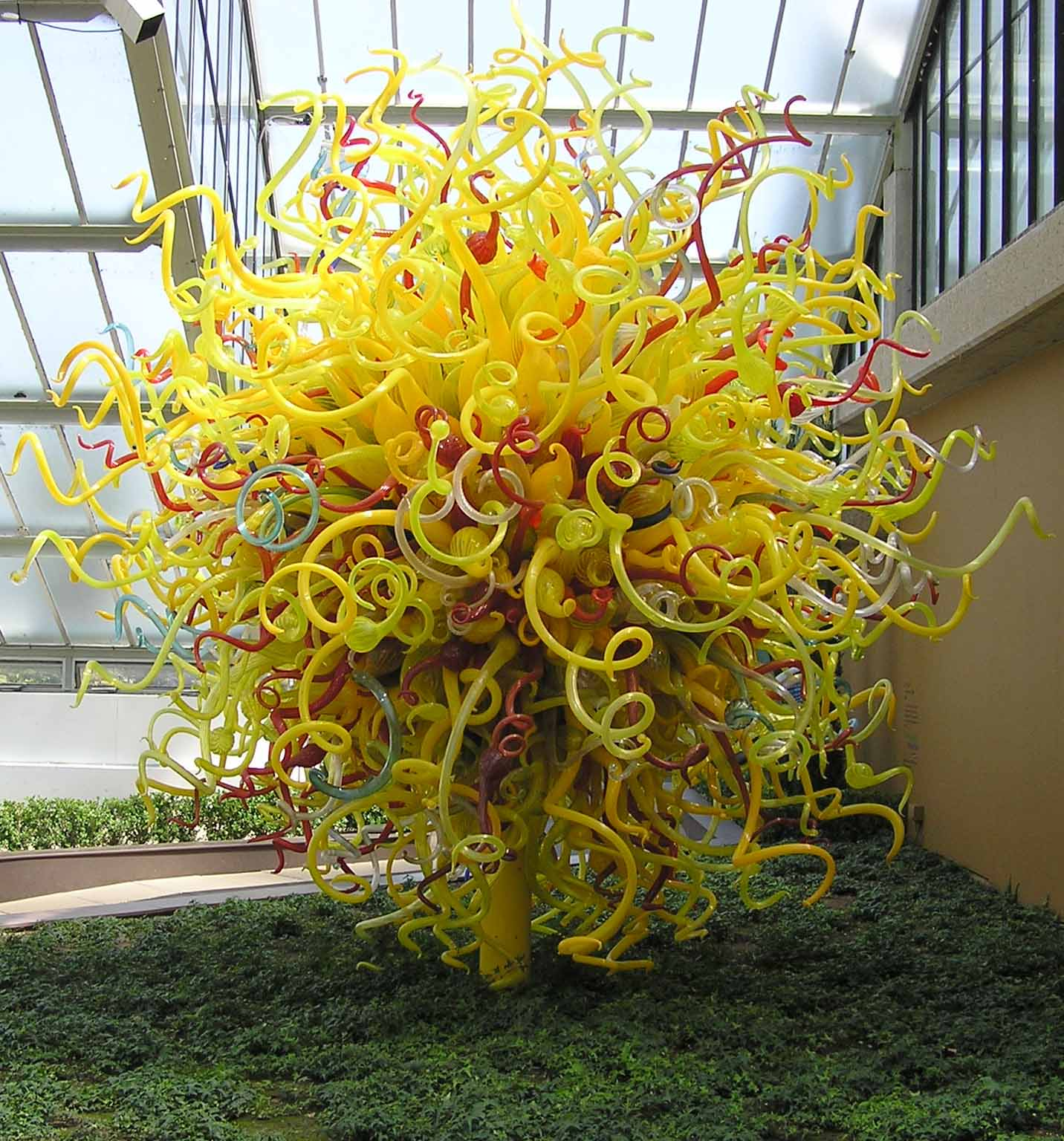
Ikoniczna rzeźba w szkle spiralnym Dale’a Chihuly’ego: The Sun („Słońce”), Rozmiar: 4 m wysokości. Fotografia z wystawy w Kew Gardens, Londyn (2006). Obecnie zainstalowana w Desert Botanical Garden w Phoenix, Arizona 22 XI 2008 – 31 V 2009

Dale Patrick Chihuly (ur. 20 września 1941 w Tacoma) – amerykański rzeźbiarz monumentalnych instalacji wykonanych ze szkła artystycznego, dmuchacz szkła, hutnik i projektant szkła dmuchanego.

## Rys biograficzny
Chihuly – absolwent liceum publicznego w rodzinnym mieście Tacoma – po śmierci dwóch bliskich osób: brata w wypadku lotniczym podczas ćwiczenia pilotażu i ojca na atak serca był wychowany samotnie przez matkę. Podjął studia w College of the Puget Sound (obecnie University of Puget Sound) w 1959, ale już następny rok akademicki kontynuował jako student głównego uniwersytetu stanowego, University of Washington, w granicach miasta Seattle, gdzie uczył się projektowania wnętrz oraz studiował architekturę.
W 1967 ukończył studia magisterskie, otrzymując stopień Master of Science w rzeźbie na centralnym naukowo-badawczym uniwersytecie w stanie Wisconsin, University of Wisconsin-Madison, gdzie uczył się techniki i tradycji szklanych pod kierunkiem artysty w szkle, Harvey Littletona. W 1968 kolejno otrzymał stopień magistra sztuki Master of Fine Arts po ukończeniu studiów w instytucie architektury i sztuk plastycznych oraz teatralnych Rhode Island School of Design, gdzie później pomógł założyć nowy kierunek studiów – sztuki w szkle i wykładał w pełnym wymiarze godzin przez jedenaście lat. W 1968 został nagrodzony Stypendium Fulbrighta i jako pierwszy w historii szklarz amerykański (aczkolwiek nie pierwszy amerykański artysta/projektant tamże) został zaangażowany przez prestiżową włoską firmę artystyczno-wyrobniczą specjalizującą się w szkle weneckim, Venini Fabrica na wyspie Murano. W 1971, z poparciem finansowym osób trzecich, Chihuly założył Pilchuck Glass School z siedzibą w miasteczku Stanwood.
Artysta mieszka i pracuje w liczącym 2300 m² powierzchni studio, nazwanym „The Boathouse” (hangar łodzi) z uwagi na jego pierwotne przeznaczenie, ulokowanym na brzegu waszyngtońskiego jeziora – Lake Union. Od czasu utraty wzroku w jednym oku w 1976, spowodowanej wypadkiem samochodowym. Chihuly, który nosi przesłonę na oku, utracił zdolność oceny trójwymiaru, niezbędnej dla dmuchacza. Obecnie wykonuje projekty farbami na płótnie, po czym zleca ich wykonanie zespołowi artystów i techników w szkle, z którymi współpracuje. Film dokumentalny Chihuly Over Venice był pierwszym programem telewizji HDTV nadanym w Stanach Zjednoczonych w listopadzie 1998. W 1991 po wizycie na wyspie Niijima w Japonii, artysta rozpoczął długofalową serię rzeźb pt. Niijima Float Series, składającą się z największych monumentalnych rzeźb w szkle, jakie kiedykolwiek wykonano.
Jedna z jego rzeźb pojawiła się na planie serialu telewizyjnego Frasier, którego fabuła rozgrywa się w Seattle. Najprawdopodobniej więcej ludzi zobaczyło, dzięki serialowi, wężowate zastygniete w szkle esy-floresy w wykonaniu artysty, niż inne prace na wszystkich jego licznych wystawach muzealnych i w ilustrowanych katalogach czy książkach.

## Rys techniczny
Chihuly’ego fascynuje abstrakcja form w naturze. Zwrócił na nią uwagę w ogrodzie matki jeszcze jako dziecko. Jego sztuka odzwierciedla także umiłowanie morza oraz fauny morskiej.
Tworzy od lat 60. XX wieku, jego rzeźby charakteryzują się bogactwem barw, innowacyjnością i złożonością formy. O ile prace artysty wielce różnią się od siebie w rozmiarach i barwach, to jednak Chihuly jest najlepiej kojarzony z wielkimi, wieloelementowymi, abstrakcyjnymi dziełami ze szkła dmuchanego. Artysta żywi również szczególne upodobanie do tradycji i kultury irlandzkiej, co znalazło wyraz w jego serii szkła ciętego pt. Irish Cylinders, która jest raczej kameralna w porównaniu z jego monumentalnym szkłem dmuchanym.
Niektóre rzeźby artysty zdobią sufity w ekskluzywnych kasynach i holach hotelowych. Inne z kolei, to abstrakty form kwiatowych, wielkości zaledwie ludzkiej dłoni. Chihuly jest zwolennikiem intensywnego pigmentowania szkła. Używa także neonu i efektów uzyskanych domieszaniem argonu.
Artysta używa form i opraw naturalnych, a jego rzeźby często zostają wkomponowane w środowisko naturalne, np. elementy szklane w prawdziwych gałęziach czy zgrupowaniach drzew, zawieszone lub spławione na taflach stawów. Nie jest to szeroko znanym faktem, ale niektóre elementy jego wielkich, wieloelementowych rzeźb są wykonane w szkle akrylowym, a nie w tradycyjnym szkle krzemowym (np. zestawione kawałki koloru wodnistego mostu w Tacomie, Chihuly Bridge of Glass).
Prace Chihuly’ego znajdują się w sprzedaży detalicznej w dwóch sklepach założonych za pośrednictwem koncernu hotelarsko-rozrywkowego MGM Mirage. Pierwszy sklep znajduje się w Bellagio w Las Vegas, a drugi w Chinach, w MGM Grand Casino w dawnym portugalskim terytorium Makau.

## Pozew sądowy z 2006
W 2006 artysta pozwał do sądu dwóch dmuchaczy szkła artystycznego, w tym Roberta Kaindla, którym zarzucił plagiat. Jednak amerykańskie zrzeszenie dmuchaczy artystycznych (GBF) wypowiedziało się przeciwko niemu jako amicus curiae, albowiem rzeźby Chihuly’ego składają się z podstawowych kształtów wziętych z natury, i co za tym idzie, nawet niekoniecznie doświadczony artysta-technik w szkle potrafiłby odtworzyć lub łatwo powielić „spiralne szkło”, którym Chihuly posługuje się w swoich instalacjach, i którego używanie przez innych uważał konkretnie za złamanie jego praw autorskich. Ostatecznie postępowanie zostało umorzone, a sprawa załatwiona polubownie.

## Instalacje stałe
W 2008 r. na świecie było co najmniej 225 stałych instalacji muzealnych prac Chihuly’ego. Niektóre z nich wypożyczane są na potrzeby wystaw okresowych, np. w 2008 r. w de Young Museum w San Francisco można było oglądać fioletowe szklane trzciny, które swoje stałe miejsce mają w Oklahoma City Museum of Art. W 2012 roku w Seattle, w pobliżu Space Needle, została otwarta wystawa prac Chihuly’ego pod nazwą Chihuly Garden and Glass. Instalacje są wystawione zarówno w salach wewnątrz budynku, jak i w zewnętrzych ogrodach.  

### Anglia
- World of Glass, St. Helens
- (2001)[12] Muzeum Wiktorii i Alberta, Londyn

### Australia
- Art Gallery of Western Australia, Perth
- National Gallery of Australia, Canberra
- National Gallery of Victoria, Melbourne
- Powerhouse Museum, Sydney
- Queensland Art Gallery, South Brisbane

### Austria
- Lobmeyr Museum, Wiedeń

### Belgia
- Design museum Gent, Gandawa

### Czechy
- Muzeum mesta Brna, Brno
- Muzeum skla a Bizuterie, Jablonec nad Nysą
- Umeleckoprumsylové muzeum, Praga

### Dania
- Danske Kunstindustrimuseum, Kopenhaga
- Glasmuseet Ebeltoft, Ebeltoft

### Finlandia
- Suomen Lasimuseo, Riihimäki

### Francja
- Fonds Régional d’Art Contemporain de Haute-Normandie, Sotteville-lès-Rouen
- Musée d’Art Moderne et d’Art Contemporain, Nicea
- Musée des Arts Décoratifs, Luvr, Paryż
- Musée des Beaux-Arts et de la Céramique, Rouen

### Holandia
- Museum Boijmans Van Beuningen, Rotterdam

### Izrael
- Cytadela Dawida i Muzeum Historii Jerozolimy, Jerozolima
- Eretz Israel Museum, Tel Awiw
- Israel Museum, Jerozolima

### Japonia
- Akita Senshu Museum of Art, Akita
- Azabu Museum of Arts and Crafts, Tokio
- Daiichi Museum, Nagoya
- Hakone Glass Forest, Ukai Museum, Hakone
- Hiroshima City Museum of Contemporary Art, Hiroszima
- Hokkaido Museum of Modern Art, Hokkaido
- Japan Institute of Arts and Crafts, Tokio
- Kobe City Museum, Kobe
- Kurita Museum, Tochigi-ken
- Kyoto National Museum, Kyoto
- Matsushita Art Museum, Kagoshima
- Meguro Museum of Art, Tokio
- National Museum of Modern Art Kyoto, Kyoto
- National Museum of Modern Art Tokyo, Tokio
- Niijima Contemporary Art Museum, Niijima
- Notojima Glass Art Museum, Ishikawa
- O Art Museum, Tokio
- Shimonoseki City Art Museum, Shimonoseki
- Sogetsu Art Museum, Tokio
- Suntory Museum of Art, Tokio
- Suwa Garasu no Sato Museum, Nagano
- Tochigi Prefectural Museum of Fine Arts, Tochigi
- Yokohama Museum of Art, Jokohama

### Kanada
- (2001)[13] Hilton Lac-Leamy, Gatineau
- (1998)[14] 1200 Georgia Street, Vancouver
- Art Gallery of Greater Victoria, Victoria
- Canadian Clay & Glass Gallery, Waterloo
- Canadian Craft Museum, Vancouver
- Musée des Beaux-Arts de Montréal, Montreal
- Royal Ontario Museum, Toronto

### Korea
- Walker Hill Art Center, Seoul

### Niemcy
- Glasmuseum, Frauenau
- Glasmuseum alter Hof Herding, Glascollection, Ernsting
- Glasmuseum Wertheim, Wertheim
- Kestner-Gesellschaft, Hannover
- Kunstmuseum Düsseldorf, Düsseldorf
- Kunstsammlungen der Veste Coburg, Coburg
- Museum für Kunst und Gewerbe Hamburg, Hamburg
- Museum für Kunsthandwerk, Frankfurt nad Menem
- Württembergisches Landesmuseum Stuttgart, Stuttgart

### Meksyk
- Museo del Vidrio, Monterrey

### Nowa Zelandia
- Auckland Museum, Auckland
- Hawke’s Bay Exhibition Centre, Hastings
- Otago Museum, Dunedin
- Te Manawa, Palmerston North
- TheNewDowse, Lower Hutt
- Waikato Museum of Art and History, Hamilton (Nowa Zelandia)

### Singapur
- Singapore Art Museum, Singapur

### Słowacja
- Galéria mesta Bratislavy, Bratysława
- Múzeum zidovskej kultúry, Bratysława
- Slovenská národná galéria, Bratysława
- Státna galéria Banská Bystrica, Banská Bystrica

### Stany Zjednoczone

#### Alabama
- (od 1995)[15] Birmingham Museum of Art, Birmingham
- (od 2003)[16], żyrandol w barwach Auburn University, The Julie Collins Smith Museum, Auburn
- Mobile Museum of Art, Mobile

#### Arizona
- Arizona State University Art Museum, Tempe
- Phoenix Art Museum, Phoenix
- Scottsdale Center for the Arts, Scottsdale

#### Arkansas
- Arkansas Arts Center, Little Rock
- Clinton Library and Archives, Little Rock

#### Connecticut
- Lyman Allyn Art Museum, New London
- New Britain Museum of American Art, New Britain
- Wadsworth Atheneum, Hartford
- Yale University Art Gallery, New Haven

#### Dakota
- Plains Art Museum, Fargo

#### Delaware
- (od 1995)[17] Delaware Art Museum, Wilmington

#### Floryda
- Boca Raton Museum of Art, Boca Raton
- Lowe Art Museum, University of Miami, Coral Gables
- Museum of Art Fort Lauderdale, Fort Lauderdale
- Museum of Arts and Sciences, Daytona Beach
- (od wiosny 2010, w budowie)[18] Chihuly Collection at the Morean Arts Center (w budowie od 2008-09-28), St. Petersburg
- Museum of Fine Arts, St. Petersburg
- Naples Museum of Art, Naples
- Norton Museum of Art, West Palm Beach
- Orlando Museum of Art, Orlando
- Palm Beach Community College Museum of Art, Lake Worth
- Samuel P. Harn Museum of Art, University of Florida, Gainesville
- Vero Beach Museum of Art, Vero Beach

#### Georgia
- Albany Museum of Art, Albany
- Columbus Museum, Columbus
- High Museum of Art, Atlanta

#### Hawaje
- (od 1998) Contemporary Museum, Honolulu
- (od 2001) Reef, Honolulu Academy of Arts, Honolulu
- Hilo Art Museum, Hilo
- (1992) Persians Yellow and Cobalt Wall Piece, Honolulu Academy of Arts, Honolulu

#### Illinois
- Krannert Art Museum, University of Illinois at Urbana-Champaign, Champaign
- Schaumburg Township District Library Main Branch, Schaumburg
- Museum of Contemporary Art, Chicago

#### Indiana
- Ball State University Museum of Art, Muncie
- Brauer Museum of Art, Valparaiso University, Valparaiso
- (od 2006)[19] Children’s Museum of Indianapolis, Indianapolis
- Indianapolis Museum of Art, Indianapolis

#### Iowa
- Charles H. MacNider Art Museum, Mason City

#### Kalifornia
- Berkeley Art Museum, Uniwersytet Kalifornijski w Berkeley
- Crocker Art Museum, Sacramento
- de Young Museum, San Francisco
- Los Angeles County Museum of Art, Los Angeles
- Mingei International Museum, San Diego
- Museum of Contemporary Art San Diego, La Jolla
- Orange County Museum of Art, Newport Beach
- Palm Springs Art Museum, Palm Springs
- (od 1995)[20] San Jose Museum of Art, San Jose
- University Art Museum, University of California, Santa Barbara

#### Kansas
- Beach Museum of Art, Kansas State University, Manhattan
- Spencer Museum of Art, University of Kansas, Lawrence
- (od 2003)[21] Wichita Art Museum, Wichita

#### Karolina
- Asheville Art Museum, Asheville
- Mint Museum of Craft + Design, Charlotte

#### Kentucky
- Speed Art Museum, Louisville

#### Kolorado
- (od 2004)[22] Colorado Springs Fine Arts Center, Colorado Springs
- Denver Art Museum, Denver
- Museum of Outdoor Arts, Englewood

#### Luizjana
- New Orleans Museum of Art, Nowy Orlean

#### Maine
- Portland Museum of Art, Portland

#### Massachusetts
- DeCordova Museum and Sculpture Park, Lincoln
- Museum of Fine Arts w Bostonie
- Smith College Museum of Art, Northampton
- Springfield Museum of Fine Arts, Springfield

#### Michigan
- Detroit Institute of Arts, Detroit
- Flint Institute of Arts, Flint
- Frederik Meijer Gardens & Sculpture Park, Grand Rapids
- Jesse Besser Museum, Alpena
- (od 2005)[23] Kalamazoo Institute of Arts, Kalamazoo
- (od 2000)[24] Krasl Art Center, St. Joseph
- Krasl Art Center, St. Joseph
- Muskegon Museum of Art, Muskegon

#### Minnesota
- (od 1999)[25] Minneapolis Institute of Arts, Minneapolis
- (od 2001)[26] Mayo Clinic, Rochester

#### Missouri
- Daum Museum of Contemporary Art, Sedalia
- (od 1996)[27] Kemper Museum of Contemporary Art, Kansas City
- (od 1996)[28] Kemper Museum of Contemporary Art, Kansas City
- Museum of Art and Archaeology, Columbia
- Saint Louis Art Museum, St. Louis
- Saint Louis University Museum of Art, St. Louis

#### Montana
- Art Museum of Missoula, Missoula

#### Nebraska
- (2000)[29] Joslyn Art Museum, Omaha
- (2000)[30] Peter Kiewit Institute na kampusie University of Nebraska, Omaha

#### New Hampshire
- Currier Gallery of Art, Manchester

#### New Jersey
- (od 2003)[31] Borgata Hotel Casino & Spa, Atlantic City
- Morris Museum, Morristown
- Museum of American Glass at Wheaton Village, Millville
- Newark Museum, Newark
- Princeton University Art Museum, Princeton

#### Nevada
- (od 1998)[32] Joslyn Art Museum, Omaha Bellagio Hotel and Casino, Paradise, Las Vegas
- (od 2004) Nevada Cancer Institute, Summerlin

#### Nowy Jork
- Albright-Knox Art Gallery, Buffalo
- Brooklyn Museum, Brooklyn
- Cooper-Hewitt, National Design Museum, Smithsonian Institution, Nowy Jork
- (2000)[33] Corning Museum of Glass, Corning
- Everson Museum of Art, Syracuse
- LongHouse Reserve, East Hampton
- Memorial Art Gallery, University of Rochester, Rochester
- Metropolitan Museum of Art, Nowy Jork
- Museum of Arts & Design, Nowy Jork
- (od 1987)[34] Rockefeller Center, Nowy Jork
- (od 1994)[35] St. Peter’s Church, Nowy Jork
- Whitney Museum of American Art, Nowy Jork

#### Ohio
- Akron Art Museum, Akron
- (od 2003)[36] The University of Akron, Akron
- (od 1992)[37] Cincinnati Contemporary Art Center, Cincinnati
- (od 2001)[38] Cincinnati Art Museum, Cincinnati
- Cleveland Museum of Art, Cleveland
- Columbus Museum of Art, Columbus
- Dayton Art Institute, Dayton
- (od 2006)[39] Toledo Museum of Art, Toledo

#### Oklahoma
- Fine Arts Institute of Edmond, Edmond
- (od 2002)[40] Oklahoma City Museum of Art, Oklahoma City

#### Oregon
- (2000) Gilded & Ethereal Blue Chandelier, Global Aviation, port lotniczy Hillsboro, Hillsboro
- Contemporary Crafts Museum & Gallery, Portland
- Portland Art Museum, Portland

#### Pensylwania
- Carnegie Museum of Art, Pittsburgh
- National Liberty Museum, Filadelfia
- Palmer Museum of Art, Pennsylvania State University, University Park
- Philadelphia Museum of Art, Filadelfia
- Reading Public Museum, Reading

#### Rhode Island
- David Winton Bell Gallery, Brown University, Providence
- Rhode Island School of Design Museum, Providence

#### Tennessee
- Hunter Museum of American Art, Chattanooga

#### Teksas
- Art Museum of South Texas, Corpus Christi
- Art Museum of Southeast Texas, Beaumont
- Austin Museum of Art, Austin
- (od 1995) Hart Window, Dallas Museum of Art, Dallas
- Jesuit Dallas Museum, Dallas
- Museum of Fine Arts, Houston, Houston
- San Antonio Museum of Art, San Antonio

#### Utah
- Utah Museum of Fine Arts, University of Utah, Salt Lake City
- (od 2002)[41] Szereg instalacji z okazji Zimowych Igrzysk Olimpijskich 2002, Salt Lake City

#### D.C.
- Corcoran Gallery of Art, Waszyngton
- National Museum of American History, Smithsonian Institution, Waszyngton
- Smithsonian American Art Museum and the Renwick Gallery
- White House Collection of American Crafts (Biały Dom), Waszyngton

#### Waszyngton
- Allied Arts Association, Richland
- (od 1991) Chihuly City Centre Installation[42] City Centre Mall, Seattle
- (od 1998) Crystal Cascade[43] Benaroya Hall, Seattle
- Experience Music Project, Seattle
- (od 1988) Chihuly at the Frank Russel Building[44] Frank Russell Company, Tacoma
- Henry Art Gallery, Seattle
- (od 1995) Gonzaga University Red Chandelier[45] Jundt Art Museum at Gonzaga University, Spokane
- Museum of Art, Washington State University, Pullman
- (od 1995) Dale Chihuly[46] Microsoft, Redmond
- (od 2002) Chihuly Bridge of Glass[47] Museum of Glass, Tacoma
- Museum of Northwest Art, La Conner
- North Central Washington Museum, Wenatchee
- (od 1995) Persian Window[48], Pacific Lutheran University, Tacoma
- Seattle Art Museum, Seattle
- (od 2003) Chihuly[49] Tacoma Art Museum, Tacoma
- (od 1996) Chihuly – Icicle Creek[50] Sleeping Lady Conference Retreat, Leavenworth
- (od 1997) Chihuly[51] Tacoma News Tribune, Tacoma
- (od 1994) Chihuly – Union Station[52] Union Station Federal Courthouse, Tacoma
- (od 2000) Chihuly Window[53] University of Puget Sound, Tacoma
- (od 1993) Chihuly Washington State Convention Center Installation[54] Washington State Trade and Convention Center, Seattle
- Whatcom Museum of History and Art, Bellingham

#### Wirginia
- Chrysler Museum of Art, Norfolk
- Contemporary Art Center of Virginia, Virginia Beach

#### Wirginia Z.
- Boarman Arts Center, Martinsburg
- Huntington Museum of Art, Huntington

#### Wisconsin
- Charles A. Wustum Museum of Fine Arts, Racine
- Haggerty Museum of Art, Marquette University, Milwaukee
- Leigh Yawkey Woodson Art Museum, (Wisconsin), Wausau
- Milwaukee Art Museum, Milwaukee
- (od 1998)[55] Kohl Center, University of Wisconsin-Madison, Madison

### Szwajcaria
- Musée de Design et d’arts Appliqués/Contemporains, Lozanna
- Museum Bellerive, Zurych

### Szwecja
- Nationalmuseum, Sztokholm

### Tajwan
- Kaohsiung Museum of Fine Arts, Kaohsiung
- Taipei Fine Arts Museum, Tajpej

### Włochy
- Museo Vetrario, Murano

## Wystawy
- 1967: Dale Chihuly, University of Wisconsin-Madison, Madison

- 1996 Chihuly Over Venice[56], Wenecja
- 1999–2000 Chihuly in the Light of Jerusalem 2000[57], Cytadela Dawida, Jerozolima
- 2001–2002: Chihuly in the Garden[58], Garfield Park Conservatory, Chicago
- 2004: Chihuly in the Garden[59], Atlanta Botanical Garden, Atlanta
- 2005: Gardens of Glass[60], Kew Gardens, Londyn
- (2005) Chihuly at Kalamazoo[61], Kalamazoo Institute of Arts, Kalamazoo
- 2005–2007: Chihuly at Fairchild[62], Fairchild Tropical Botanic Garden, Coral Gables, Floryda
- 2006: Missouri Botanical Garden[63] St. Louis
- 2006: Oisterwijk Sculptuur[64], Oisterwijk, Holandia
- 2006: New York Botanical Garden[65] Nowy Jork
- 2007: Wrapped In Tradition: The Chihuly Collection of American Indian Trade Blankets[66], Mayborn Museum Complex, Waco
- 2007: Chihuly at Phipps: Gardens and Glass[67] Phipps Conservatory, Pittsburgh
- 2008: Chihuly at RISD, Rhode Island School of Design Museum, Providence
- 2008: Chihuly Seaforms, Columbia Museum of Art, Columbia
- 2008: Wrapped in Tradition: The Chihuly Collection of American Indian Trade Blankets
  - El Paso Museum of Art, El Paso
  - The Museum of Art at Washington State University, Pullman
- 2008: Chihuly at the de Young[68] de Young Museum, San Francisco

### 2009
- 22 listopada 2008 – 31 maja 2009: Chihuly: The Nature of Glass, Desert Botanical Garden, Phoenix, Arizona
- 16 listopada 2008 – 22 lutego 2009: Chihuly at Seymour 100, W.W. Seymour Botanical Conservatory, Tacoma